# René Cerf-Ferrière
 (février 2021).
La mise en forme du texte ne suit pas les recommandations de Wikipédia : il faut le « wikifier ».
Les points d'amélioration suivants sont les cas les plus fréquents :
- Les titres sont pré-formatés par le logiciel. Ils ne sont ni en capitales, ni en gras.
- Le texte ne doit pas être écrit en capitales (les noms de famille non plus), ni en gras, ni en italique, ni en « petit »…
- Le gras n'est utilisé que pour surligner le titre de l'article dans l'introduction, une seule fois.
- L'italique est rarement utilisé : mots en langue étrangère, titres d'œuvres, noms de bateaux, etc.
- Les citations ne sont pas en italique mais en corps de texte normal. Elles sont entourées par des guillemets français : « et ».
- Les listes à puces sont à éviter, des paragraphes rédigés étant largement préférés. Les tableaux sont à réserver à la présentation de données structurées (résultats, etc.).
- Les appels de note de bas de page (petits chiffres en exposant, introduits par l'outil «  Source ») sont à placer entre la fin de phrase et le point final[comme ça].
- Les liens internes (vers d'autres articles de Wikipédia) sont à choisir avec parcimonie. Créez des liens vers des articles approfondissant le sujet. Les termes génériques sans rapport avec le sujet sont à éviter, ainsi que les répétitions de liens vers un même terme.
- Les liens externes sont à placer uniquement dans une section « Liens externes », à la fin de l'article. Ces liens sont à choisir avec parcimonie suivant les règles définies. Si un lien sert de source à l'article, son insertion dans le texte est à faire par les notes de bas de page.
- La présentation des références doit suivre les conventions bibliographiques. Il est recommandé d'utiliser les modèles {{Ouvrage}}, {{Chapitre}}, {{Article}}, {{Lien web}} et/ou {{Bibliographie}}. Le mode d'édition visuel peut mettre en forme automatiquement les références.
- Insérer une infobox (cadre d'informations à droite) n'est pas obligatoire pour parachever la mise en page.

Pour une aide détaillée, merci de consulter Aide:Wikification.
Si vous pensez que ces points ont été résolus, vous pouvez retirer ce bandeau et améliorer la mise en forme d'un autre article.
René Cerf-Ferrière, né le 18 novembre 1896 à Lyon et mort le 26 octobre 1975 à Paris, est un journaliste, résistant et homme politique français. Il a participé à la création du journal Combat en 1941 et fut président du groupe de la Résistance à l'Assemblée consultative provisoire d'Alger en septembre 1943.

## Biographie
Né sous le nom de René Lévi, sa famille change de nom en 1913 et il s’appelle alors René Lévi-Cerf. Rapidement son nom d’usage devient Cerf. En novembre 1949, il change officiellement son nom en Cerf-Ferrière.

### Avant la Résistance
Il s’engage volontairement en novembre 1914 et combat notamment dans l’armée française d’Orient. De retour sur le front français, il est transféré à sa demande dans un des premiers régiments de chars.
Il a été vice-président de l'association des Combattants Républicains (1930-1938).
Il fut journaliste et administrateur de l’hebdomadaire "la Flèche"(1934-1938) animé par Gaston Bergery.

### Pendant la Résistance et la Guerre
Dès 1940 il se sépare de Gaston Bergery devenu collaborationniste, s’oppose à Vichy et entre dans la Résistance sous le nom de Ferrière.
À Lyon, dès juillet 1940, il rédige et tape à la machine des tracts qu’il distribue lui-même.
En mai 1941, il rejoint Henri Frenay du mouvement Combat qui lui propose d’être « administrateur et rédacteur en chef » du journal Combat. il est également chargé de trouver du papier, des imprimeurs comme Hassler à Villefranche-sur-Saône ou les frères Lion à Toulouse. 

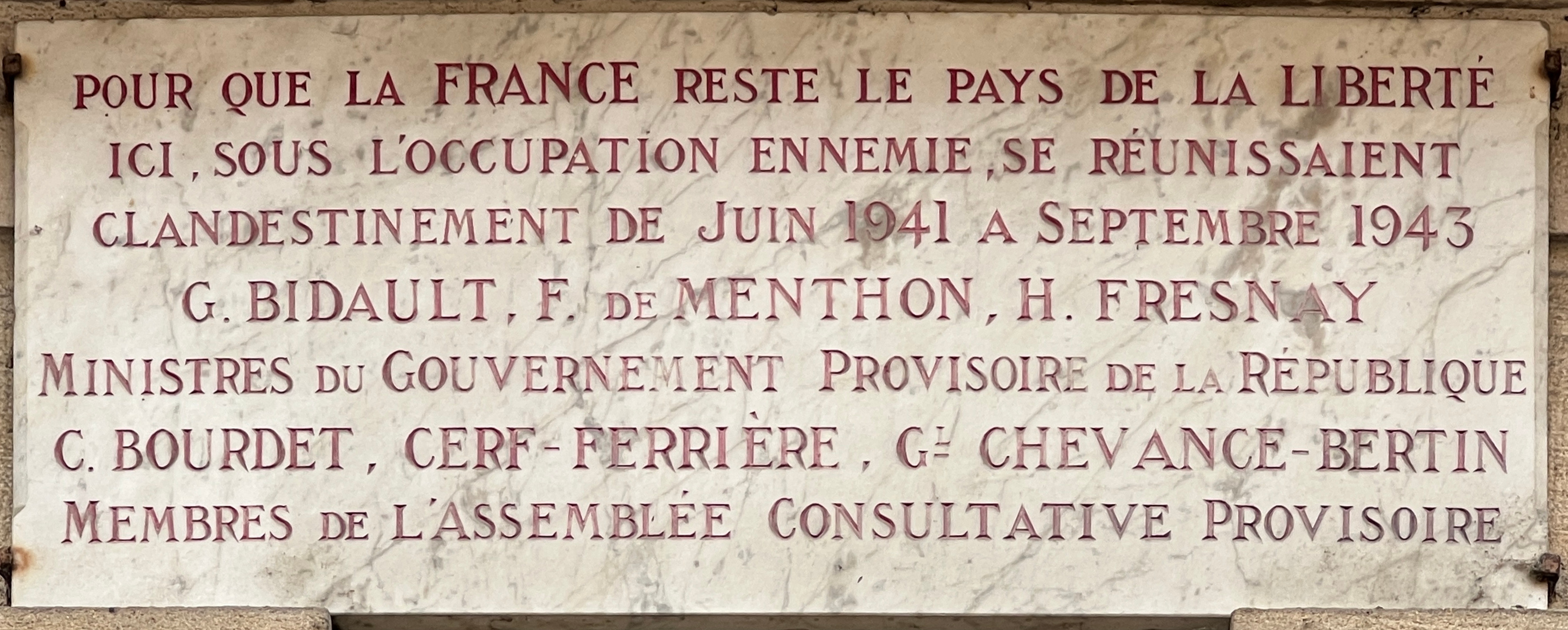
Plaque sur la maison où René Cerf-Ferrière vécu à Beaujeu pendant la guerre

Il s'installe discrètement à Beaujeu avec sa famille en juin 1941 afin d'y mener ses actions. Dans sa maison il reçoit clandestinement de nombreux chefs de résistance, membres ou affiliés du groupe Combat : Georges Bidault, François de Menthon, Henri Frenay, Claude Bourdet ou encore Maurice Chevance. On trouve encore de nos jours une plaque commémorative qui mentionne ces noms au 78 rue de la République, là où il résidait. Elle fut posée le 4 septembre 1945 en présence du président Edouard Herriot.
En 1943, il est envoyé par Combat à Alger en mission auprès du Général De Gaulle, et devient le représentant de Combat à l'Assemblée Consultative Provisoire d'Alger en septembre 1943 où il est élu Président du groupe de la Résistance.
Revenu à Paris à la Libération, lui qui avait tant attendu de l’union des résistants, souffrit des divisions et ne fit pas partie de l’Assemblée consultative à Paris.

### Après la Seconde guerre mondiale
C’est dans les associations de résistants, et notamment au sein de l’Association nationale des anciens combattants de la Résistance (ANACR) qu’il continue de militer. Membre de la direction de l’ANACR, il est nommé président honoraire au congrès de Pau en 1972 lorsque sa maladie l’oblige à cesser son militantisme. Il va à Moscou en mai 1955 pour la célébration du 10ème anniversaire de la victoire de mai 1945 au titre de l'Union des Membres de l'Assemblée Consultative.
Il fut également membre de la Direction des Amitiés Franco-Chinoise, qui œuvrait pour la reconnaissance de la République Populaire de Chine par la France. Il représenta les Amitiés Franco-Chinoise pour les fêtes du 10ème anniversaire de la République Populaire de Chine en 1959 à Beijing.
Il continua à participer aux comités de rédaction du journal Combat.

## Publications
En 1968 il publie  Chemin Clandestin chez Julliard (Paris) qui retrace ses années de résistance en France jusqu’à son arrivée à Alger en 1943.
En 1974 dans  L’Assemblée consultative vue de mon banc : novembre 1943-juillet 1944 chez les Éditeurs français réunis (Paris), il retrace, documents à l’appui, l’œuvre de l’Assemblée Consultative Provisoire d'Alger.

## Décorations
- Officier de la Légion d’honneur[10]
- Croix de Guerre 1914-1918
- Médaille des engagés volontaires 1914
- Rosette de la Résistance
- Croix de Guerre 1939-1945
- Medal of Freedom (1945) (USA)
- Médaille pour la victoire sur l'Allemagne dans la Grande Guerre patriotique de 1941-1945 (URSS)